# 沙市机场
沙市机场是一個位於中國湖北省沙市市（后更名荊沙市）已經停航的民用機場。機場IATA代碼源自沙市的威妥瑪拼音"SHASI"。该机场始建於1929年，為中國國民黨之軍用機場。中共建政後，數次關停、啓用，曾開通至北京、上海、廣州、深圳、汕头、桂林、海口等地航线，2002年5月7日停航。

## 機場介紹
沙市机场位于湖北沙市东北方向东经112°16′45〃，北纬30°19′24〃，距市中心3.7Km，占地1500亩，使用面积935,448.1平方米，是中国历史上较早的几个机场之一。它見證著沙市近現代歷史上的輝煌與沒落。

## 機場歷史

### 第一次通航時期（1929-1938）
1929年（民国18年）国民党军队在沙市三板桥西侧修建的简易机场，一度有武汉、南京的飞机每周两个航班起落。 
1930年，中国航空公司在沙市设立航空事务所，辟二郎门至玉和坪江面为水上机场，有水、陆两栖飞机“洛宁号”起降，用小汽艇接送乘客及上下邮件。沙市水上飞机场是沪蜀航线汉渝段的中途停机站，自汉口经沙市至重庆，每周三、六两班，由重庆经沙市飞汉口，每周四、日两班，民国25年初，往返各增加两个航班。
1938年（民国27年）秋，沙市航空事务所撤消，机场停航。

### 沙市日據時期
1940年6月8日，沙市淪陷。日軍强征民夫在三板桥附近修建了一条长900米宽50米土质跑道的简易机场，以备军用，但一直未能投入使用，废弃至沙市解放。

### 第二次通航時期(1958-1962)
1958年，沙市航空站成立，三板桥机场经地方政府与民航共同修复后交民航使用，由民航湖北省局使用苏制安二型飞机开辟了<武汉—沙市>航线，每周二、四、六各一班。
1962年由于国民经济调整机场航班暂停，机场暂借给湖北省体委开办航空滑翔学校。

### 文革時期
1970年5月，根据国家“依山、进洞、分散”的战备方针，民航第十五飞行大队奉命由湖北省武汉市南湖机场转场驻湖北省沙市机场。
民航第十五飞行大队，属于中国民航的专业飞行大队，最早称为中国民用航空局第二十七专业飞行大队，组建于1963年，1964年改称中国民用航空局第十五飞行大队。12架安二（运五）型飞机转场后大队以沙市机场为基地，开始了长达二十多年的专业飞行，专业飞行任务项目包括农播、林播、治虫、除草、勘探、摄影、录像、旅游等，服务对象扩展到农业、林业、水利、工业、地质、石油、电力等行业，作业范围主要集中在湖北、湖南、广东、广西、江西和河南等省（区），最远曾延伸至黑龙江省的部分农场，直到1993年5月11日，8148号运五飞机到海南西庆执行完最后一次林播任务后，第十五飞行大队的通用航空飞行中止。
1974年，为保证驻场的十多架“安二” 型飞机正常起降，中国民航局拨款修建了长500米、宽16米、厚10厘米的水泥混凝土滑行道。

### 第三次通航時期（1975-1985）
1975年10月，民航第十五飞行大队用改装后的"运五"型飞机开通沙市至武汉航线，每周二、四、六各一班，当日往返，每班载客13人。
1975年恢复航班至1985年，共完成航班飞行5261小时30分，年均完成客运量2235人次，年均货运量51.9吨，1980年创历史新高，年客运量达6330人，年货运量达245.4吨；
1970年至1985年完成包机飞行1753小时48分，公务飞行3507小时42分。1970年至1985年完成训练熟练飞行24972小时，为南航输送了近百名优秀飞行员，一大批飞行员分别获得特级、一级、二级安全飞行奖章。

### 沙市機場一期擴建工程（1985-1987）
1985年8月20日，为了地方经济发展及对外交流的需要，原沙市市人民政府与民航广州管理局签订协议，双方共同投资800万元扩建沙市机场。主体工程包括长1600米、宽30米、厚25厘米的混凝土跑道；长107米、宽15米、厚25厘米的联络道；长60米、宽30米的客机坪和面积2189平方米的候机室、航管楼；4230平方米的停车场；217.5平方米的南远台以及沙市机场简易导航灯光进近系统，对调度、气象、通讯、供电、供油等保障设施也进行了改善。工程于1985年11月6日正式动工，经过两年多的建设，沙市机场一期扩建工程于1987年年底竣工，经验收符合设计要求。 沙市机场一期（1985-1987）改造完成后，占地面积为1050亩，机场等级为3B级，可以起降“运七”、“安24”、“肖特360”等型号的飞机。

### 第四次通航時期（1988-1992）
1988年9月6日，經國家民航總局批准，沙市機場正式通航。9月9日首航上海，機型“肖特360”；11月13日，首航廣州，機型“運7”，並逐步開通沙市—长沙—广州、沙市—武汉—上海、沙市—武汉—南京、沙市—武汉—常州等往返航线。

### 沙市機場二期擴建工程（1992-1993）
随着沙市经济的发展和对航空市场需求的不断增长，一期扩建后的沙市机场仍不能满足需要，在此背景下，市政府与民航广州管理局再次共同投资3600万元对沙市机场进行了二期扩建，沙市政府计划二期扩建后的沙市机场使用期为十年，航站设计旅客年吞吐量为30万人次，十年后迁建新机场。
二期扩建工程正式破土动工于1992年9月25日，工程历时一年，将主跑道由原来的1600米延长到1800米，扩宽至45米，扩建后的停机坪达到16000平方米。同时扩建了长99.15米、宽19米的联络道，3500米的界沟，新增金属围栏5000米，相应扩建、新建了部分环场道路。对调度指挥、通讯导航、气象、油料、供水、供电等设施进行了更新改造，增设了盲降、测距仪、助航灯光、气象自动观测系统及卫星云图接收仪等新设备。工程施工期间，三架“肖特360”飞机转场至武汉南湖机场继续运输飞行。
1993年11月24日，民航总局校飞中心对扩建后的沙市机场通讯导航设备进行了全面校验，获得成功。11月25日至27日，广州、武汉等有关部门组成验收组对沙市机场二期扩建工程进行了验收，认为工程达到设计要求，验收合格。
1993年扩建后，沙市机场达到4C级机场标准，可起降波音737-200、737-300、737-500等同类型客机。1994年7月南航又投资700多万元扩建沙市机场候机楼，1996年元月工程竣工，扩建后的候机楼面积达5135.76平方米。

### 荊沙合并後（1994-2002）
1994年10月，荊沙合并后，原荊州地區的官僚通過各種手段榨取沙市的經濟成果。同時受机场规模、地方经济形势、航线安排、价格政策等多方面因素制约，沙市机场開始轉爲亏损状态。
1996年7月8日，中国南方航空股份公司决定将十五飞行大队的空地勤人员进行分流，大部分飞行人员和机务人员分别被安置到南航各分公司工作。 自1997年宜昌三峡机场开通后，沙市机场的客货运输量逐年下降。
1997年7月1日南方航空公司决定将南航第十五飞行大队成建制划归南航湖北分公司管理，1998年4月17日更名为——南航湖北分公司荆州基地。
1997年11月27日，十五飞行大队约请宜昌青年旅行社包机公司租用中国民用航空飞行学院运七-100型飞机，以沙市机场为基地，开辟沙市至武汉、常州、恩施、重庆等航线，1998年7月13日中止。
到2000年，沙市机场仅有一条沙市—武汉—广州—海口航线，每周三个航班，年客运量只有16777人，客座率为34.5%，货运量323.3吨，载运率为32.3%。
2002年5月7日，沙市機場在遭遇荊沙内鬥、劉克毅貪腐等問題之後，落下帷幕。

### 機場遷址（2021— ）
2021年1月30日，新沙市機場改名為荊州沙市機場，遷至涔河。IATA代碼沿用。

## 地位與價值
沙市是中國近現代歷史上興建機場較早的城市。中華民國大陸時期，沙市機場是中部一個重要的民用機場。
中共建政後，自改革开放以来，沙市机场经过两期扩建，机场设施逐步完善，保障能力大幅提高，自1988年9月至2000年，沙市机场共运送旅客395646人，货邮4643.72吨，确保了飞行安全和空防安全，为沙市的经济建设与发展做出了贡献。